# Telmancultuur
De Telmancultuur of Kostjonki-Telmancultuur is een archeologische cultuur uit het laatpaleolithicum.
Het was de tweede chronologische cultuur van de Don-regio (archeologisch complex Kostjonki-Borsjtsjovo) en de tweede archeologische cultuur, in het algemeen, tussen de Dnjepr en de Wolga. Ze volgde op de Streletskicultuur en de synchrone Spitsyncultuur en werd vervangen door de Gorodtsovcultuur.
De cultuur is vernoemd naar de 2e laag van de Telman-site (Kostjonki 8). De Telman-site, op de kaap bij de monding van het Aleksandrovski-ravijn in het Birjoetsji-ravijn, werd in 1936 ontdekt door Aleksandr Rogatsjov. Ze is de enige uit meerdere bewoningslagen bestaande site van het Kostjonki-Borsjtsjovo-complex. De site bevat resten van nederzettingen uit de overgangsperiode van het initiële laatpaleolithicum naar het midden-laatpaleolithicum (28.000 - 22.000 BP). Op het terrein bevinden zich twee Gravettien-industrieën, die respectievelijk voorkomen in de lössachtige leembodem (cultuurlaag 1a) en de bovenste humuslaag (cultuurlaag 2). Op basis van een paardenbot en een fragment van een verbrande menselijke schedel werden radiokoolstofdateringen van 24.500 ± 450 en 23.020 ± 320 BP verkregen. Een man van de Telman-2-locatie was waarschijnlijk gekannibaliseerd. Op de Telman-site werd mogelijk het vroegste geval van symbolische trepanatie ontdekt op de schedel van een volwassene, mogelijk een man, in 1959 in de 2e culturele laag gevonden.
Er werden vijf lichtgebouwde ronde bovengrondse woningen aangetroffen met een diameter van 5-7 meter. 
De productie van vuursteen werd gekenmerkt door het gebruik van gewone prismatische afslagen als halffabricaten. Moustérien-vormen ontbreken, de inventaris wordt gedomineerd door microklingen en microlieten met stompe zijden, veel klingen (voornamelijk lateraal) en schrabbers (eind- en zijkant), kerfresten en veel stekers. Er zijn producten op afslagen met een afgeschuinde rand, die in het mesolithicum in grote hoeveelheden voorkomen. In totaal werden 22.000 vuurstenen artefacten gevonden, waarvan 2.000 werktuigen. 
Onder de benen artefacten bevonden zich gepolijste en spoelvormige punten. Sieraden en kunstvoorwerpen zijn onbekend.